# Txusa Padrones
María Jesús Padrones San Juanes (Baracaldo, 1961), conocida como Txusa Padrones, es una historiadora, geógrafa y política vasca. Desde 2015 es juntera en las Juntas Generales de Vizcaya por Euskal Herria Bildu y profesora de Historia, Economía y Geografía en Asti-Leku Ikastola.

## Biografía
Estudió Licenciatura en Geografía e Historia en la Universidad del País Vasco. Profesora por vocación, imparte clases desde 1989 en Asti-Leku Ikastola.

### Trayectoria política
Considerada una de los históricos dirigentes del movimiento asociativo y de la izquierda abertzale, siempre ha abogado por mejorar la situación del euskera, la lucha social, el feminismo y la igualdad en la sociedad.
Padrones fue la candidata a la alcaldía de Baracaldo por el partido político Herri Batasuna en las elecciones municipales de España de 1995. Fue también candidata al Parlamento Vasco por Vizcaya de Herri Batasuna en las elecciones al Parlamento Vasco de 1994.
En 2003 fue la candidata del partido político Autodeterminaziorako Bilgunea a las Juntas Generales de Vizcaya, como candidata a Diputada General, en las elecciones a las Juntas Generales del País Vasco de 2003.
Fue concejala del Ayuntamiento de Baracaldo en el mandato 2011-2015, y después fue candidata en las listas de Euskal Herria Bildu a las Juntas Generales de Vizcaya, siendo elegida en 2015. Actualmente también es la Portavoz de la Comisión de Euskera y Cultura de las Juntas Generales de Vizcaya.
Ha participado en diferentes plataformas feministas, a principios de 2018 rechazó junto con otros grupos políticos la "app para avisar de agresiones machistas", por presentar a la mujer como "víctima", "débil" y "necesitada de protección", y pidió que la Diputación Foral de Vizcaya  realizase con las organizaciones feministas un análisis y un plan "integral", dotado con el presupuesto suficiente, para "acabar con la sociedad patriarcal que somete a la mujer".
A finales de 2017, fue la encargada de defender ante el pleno del Parlamento Foral de Vizcaya una proposición no de norma para crear un museo de la industria de Grandes Molinos Vascos en Zorroza que muestre el pasado industrial de la margen izquierda.